# One of Those Nights
«One of Those Nights» (с англ. — «Одна из тех ночей») — песня американского кантри-певца и автора-исполнителя Тима Макгро, вышедшая 12 ноября 2012 года в качестве второго сингла с его студийного альбома Two Lanes of Freedom (2013). Песня достигла позиции № 1 в американском хит-параде Country Airplay. Авторами песни выступили Luke Laird, Rodney Clawson и Chris Tompkins.

## История
«One of Those Nights» дебютировал на 29-м месте в Billboard Hot Country Songs 17 ноября 2012 года. Он также дебютировал на 96-м месте в мультижанровом хит-параде Billboard Hot 100 15 декабря 2012 года. В Канаде сингл дебютировал на 77-м месте в Canadian Hot 100 17 ноября 2012 года. В чарте 9 марта 2013 года этот сингл достиг позиции № 1 и стал для Макгро первым чарттоппером после «Felt Good on My Lips» в январе 2011 года.
Песня получила положительные отзывы музыкальных критиков: Taste of Country, Roughstock, Country Universe.

## Музыкальное видео
Режиссёром музыкального видео выступил Sherman Halsey, а премьера состоялась в декабре 2012 года.

## Чарты
| Чарт (2012-13)                      | Высшая позиция |
| ----------------------------------- | -------------- |
| Канада (Billboard Canadian Hot 100) | 38             |
| Канада (Billboard Country)          | 1              |
| США (Billboard Hot 100)             | 32             |
| США (Billboard Hot Country Songs)   | 3              |
| США (Billboard Country Airplay)     | 1              |

### Итоговые годовые чарты
| Чарт (2013)                      | Позиция |
| -------------------------------- | ------- |
| US Country Airplay (Billboard)   | 30      |
| US Hot Country Songs (Billboard) | 37      |

## Сертификации
| Регион | Сертификация | Продажи |
| --- | ------------ | ------- |
| США (RIAA) | Платиновый   | 673,000 |
| * Данные о продажах приведены только на основе сертификации. ^ Данные о тиражах приведены только на основе сертификации. |              |         |